# Tour de Colombie 1989
La 39e édition du Tour de Colombie a lieu du 6 au 18 juin 1989. La Vuelta a Colombia - Colmena 1989 (nom officiel) est une course à étapes inscrite au calendrier de la Fédération internationale de cyclisme professionnel (FICP). Composée d'un prologue et de douze étapes, l'épreuve cycliste est remportée par le Colombien Oliverio Rincón. 

## Présentation
En regard du Clásico RCN, le Tour de Colombie souffre davantage de son calendrier et du tropisme européen du cyclisme mondial qui attire les meilleurs coureurs colombiens.
Ainsi Luis Herrera est absent car il participe au même moment au Tour d'Italie (d'ailleurs sa formation Café de Colombia ne délègue qu'une équipe amateur au départ). Fabio Parra n'envisage la course que comme une préparation pour le Tour de France et Álvaro Mejía participait encore au Critérium du Dauphiné, la veille du prologue.
C'est pourquoi Francisco Rodríguez et Oliverio Rincón, n'ayant pas d'objectifs européens, sont considérés comme les favoris. À un degré moindre figurent également Óscar de Jesús Vargas, Reynel Montoya, Luis Alberto González (en) et Augusto Triana (d) . En raison d'une péricardite, Pony Malta voit son leader Pacho Rodríguez ne pas prendre le départ du prologue.

### Équipes participantes
| Équipes,                   | Principaux engagés                                                                                       |
| Manzana Postobón           | Álvaro Mejía, Óscar de Jesús Vargas, Reynel Montoya, Carlos Mario Jaramillo, Gustavo Wilches             |
| Pony Malta professionnel   | Luis Alberto González (en), Fabio Rodríguez (en), Álvaro Lozano (es), Celio Roncancio (it)               |
| Varta - Kelme              | Fabio Parra, Néstor Mora, Pedro Saúl Morales, Nelson Rodríguez, José Roncancio (en), Humberto Parra (en) |
| Sélection des États-Unis   | Tom Harberts                                                                                             |
| Sélection du Costa Rica    | Mario Fallas                                                                                             |
| Sélection de l'Équateur    | Pedro Rodríguez                                                                                          |
| Castalia amateur           | Oliverio Rincón, Héctor Betancur (d) , Jorge León Otálvaro (en)                                          |
| Café de Colombia amateur   | Marío Martínez                                                                                           |
| Cafam                      | Augusto Triana (d) , José Jaime González                                                                 |
| Fruticol                   | Omar Neira                                                                                               |
| Pony Malta amateur         | José Luis Verano, Dubán Ramírez, Demetrio Cuspoca                                                        |
| Pinturas Philaac           | Heriberto Castro, William Mora, Jairzinho Rivas                                                          |
| Ferretería Orjuela         | Haiber Ibáñez                                                                                            |
| Motores Kholer - Dragas HG | Germán Darío López                                                                                       |

## Étapes
La Vuelta a Colombia - Colmena a un parcours, développant 1 638 kilomètres, réparti comme suit :
| Étape     | Date    | Villes étapes                      |  | Distance (km) | Vainqueur d’étape          | Leader du classement général |
| --------- | ------- | ---------------------------------- |  | ------------- | -------------------------- | ---------------------------- |
| Prologue  | 6 juin  | Envigado Polideportivo             |  | 7             | Luis Alberto González (en) | Luis Alberto González        |
| 1re étape | 7 juin  | El Carmen - Rionegro               |  | 42            | Varta - Kelme              | Luis Alberto González        |
| 2e étape  | 8 juin  | Bello - Supía                      |  | 160           | Jorge León Otálvaro (en)   | Jorge León Otálvaro          |
| 3e étape  | 9 juin  | Riosucio - Armenia                 |  | 162           | Reynel Montoya             | Jorge León Otálvaro          |
| 4e étape  | 10 juin | Armenia - Cali                     |  | 209           | Tom Harberts               | Jorge León Otálvaro          |
| 5e étape  | 11 juin | Palmira - Loboguerrero (es) - Buga |  | 146           | Reynel Montoya             | Jorge León Otálvaro          |
| 6e étape  | 12 juin | Tuluá - Manizales                  |  | 169           | Oliverio Rincón            | Oliverio Rincón              |
| 7e étape  | 13 juin | Pereira - Ibagué                   |  | 133           | Óscar de Jesús Vargas      | Oliverio Rincón              |
| 8e étape  | 14 juin | Ibagué - Fusagasugá                |  | 146           | Celio Roncancio (it)       | Oliverio Rincón              |
| 9e étape  | 15 juin | Fusagasugá - Alto de San Miguel    |  | 23            | Oliverio Rincón            | Oliverio Rincón              |
| 10e étape | 16 juin | Zipaquirá - Sogamoso               |  | 194           | Demetrio Cuspoca           | Oliverio Rincón              |
| 11e étape | 17 juin | Duitama - Bogota                   |  | 204           | Heriberto Castro           | Oliverio Rincón              |
| 12e étape | 18 juin | Bogota (La Caro) - Bogota          |  | 42,2          | Fabio Parra                | Oliverio Rincón              |

## Récit de la course
Par un changement de règlement de dernière minute, le prologue devient facultatif (et ne compte plus pour le classement général final) dans le but de permettre à Álvaro Mejía et aux Manzana Postobón de participer. Ainsi seulement 65 des 122 engagés le disputent. De plus, les plus fortes équipes ne déléguent pas leurs meilleurs éléments pour participer à l'exercice solitaire à la différence des équipes de niveau secondaire à qui est offert une occasion inespérée de se mettre en valeur. De manière symbolique, Luis Alberto González (en) (Pony Malta) remporte le contre-la-montre devant le frère cadet de Fabio Parra, Humberto (en) (Varta - Kelme) et Dubán Ramírez (Pony Malta amateur). Il devient leader provisoire de l'épreuve.
Le lendemain se dispute un contre-la-montre par équipes, qui conformément aux règlements internationaux de l'époque n'est pas comptabilisé non plus pour le classement général. L'équipe Varta - Kelme s'y impose devant la formation Pony Malta et les Manzana Postobón. Chez les équipes amateurs, les Café de Colombia dominent les Castalia d'Oliverio Rincón.
Sportivement aucun enseignement ne peut être extrait de ces deux contre-la-montre initiaux. Tant et si bien que le journal El Tiempo considère que le Tour de Colombie commence véritablement lors de la deuxième étape. Celle-ci voit s'extirper du peloton six hommes (Álvaro Lozano (es), Néstor Mora, Gustavo Wilches, Jorge León Otálvaro (en), Heriberto Castro et Mario Martínez), après à peine dix minutes de course. Les trois équipes professionnelles, Pony Malta, Varta - Kelme et Manzana Postobón ont placé chacune un homme à l'avant, avec trois coureurs amateurs. Dans la longue traversée du canyon du río Cauca, les fugueurs ne sont plus que quatre, Castro et Martínez ayant dû céder. Dans les derniers kilomètres, Wilches laisse partir les trois derniers fuyards pendant que le peloton se rapproche. À Supía, Otálvaro, coureur amateur antioqueño, franchit la ligne d'arrivée en premier, précédant les deux professionnels Mora et Lozano ; le peloton arrivant cinquante-quatre secondes plus tard. 
Lors de la troisième étape, deux coureurs, José Luis Verano et William Mora, occupent le devant de la scène une bonne partie de la journée. Ils sont revus par le peloton à quelques encablures d'Armenia, ville-arrivée. Reynel Montoya y remporte le sprint devant Pedro Saúl Morales. Jorge León Otálvaro (en) conserve la tête du classement général, conquise la veille, avec trois secondes d'avance sur Néstor Mora. L'étape du lendemain parait dévolu à un sprinteur (même si la presse se demande s'il en existe dans les engagés). Deux cent neuf kilomètres dans la vallée du río Cauca sans un seul col répertorié sont au menu. Pas ou peu d'attaque émaille la journée. L'Américain Tom Harberts s'impose à Cali, devant José Roncancio (en) et Celio Roncancio (it). L'identité du deuxième et du troisième de l'étape, peu connu pour leur qualité de sprinteurs, semble confirmer l'absence de spécialistes en Colombie. Pas de changement au classement général, Otálvaro conserve sa place en haut de la hiérarchie.
Vu l'étape montagneuse au programme le lendemain, avec l'arrivée en ascension à Manizales, peu d'observateurs pensait qu'il y aurait un déclenchement des hostilités lors d'une journée où, malgré quelques ascensions répertoriées, la fin du parcours est plate. Pourtant, les Pony Malta, les Manzana Postobón et la formation Castalia ont tenté de déstabiliser Fabio Parra. Un moment celui-ci s'est retrouvé sans équipier mais il rétablit la situation seul. Cette escarmouche a comme principale victime, Álvaro Mejía, sans ressources dans les ascensions. Puis les Varta - Kelme passent de la défense à l'attaque avec Fabio Parra, décidé à distancer le jeune pensionnaire des Postobón. Dans la descente de l'alto de Calima, les Kelme réussissent à amplifier l'écart avec Mejía. À l'arrivée à Buga, ce dernier arrive dans un groupe d'attardés avec deux minutes de retard sur Reynel Montoya, qui s'adjuge son deuxième bouquet en disposant du groupe des favoris. L'étape a permis de juger les forces en présence avec ceux qui disputeront la victoire finale : Parra, Oliverio Rincón, Luis Alberto González (en) et deux autres Postobón Montoya et Óscar de Jesús Vargas. Ces derniers pouvant pallier les difficultés d'Álvaro Mejía. Jorge León Otálvaro (en) conserve relativement facilement sa place de leader de la course.
Victoire comme les observateurs l'attendaient d'Oliverio Rincón à Manizales. Dans la longue montée de Chinchiná à la capitale du département, celui-ci grignote cinquante-deux secondes pour se retrouver à hauteur de Jorge León Otálvaro (en). À égalité parfaite avec son coéquipier, Rincón lui subtilise la tête de la course, grâce à sa meilleure position dans un classement annexe, celui de la régularité. À la veille d'affronter l'Alto de La Línea (es), point culminant de l'épreuve, sept hommes se tiennent en trente secondes. El Tiempo tente de ne pas circonscrire la lutte pour la victoire finale à deux grimpeurs Rincón et Reynel Montoya face au spécialiste du contre-la-montre Fabio Parra (ce dernier n'a perdu que dix-sept secondes lors de l'étape). En n'oubliant pas de mentionner Otálvaro et sa lutte vaine pour conserver son bien. Ni de signaler la supériorité numérique des Postobón et des Castalia en haut de la hiérarchie. Au cours de la journée, les Postobón ont tour à tour lancé à l'attaque Gustavo Wilches, Carlos Mario Jaramillo, Óscar de Jesús Vargas et même Álvaro Mejía, revigoré. L'attitude de cette équipe est à comparer avec celle des Café de Colombia, qui a improvisé avec un effectif de coureurs amateurs. N'ayant plus que trois hommes encore en lice, sa direction pense à retirer l'équipe de la compétition. 
La septième étape qui arrive à Ibagué voit un duo prendre une avance respectable sur les autres concurrents et prendre une option sur la victoire finale. En effet, Óscar de Jesús Vargas s'impose devant Oliverio Rincón (dans le même temps) et avec 1 min 18 s sur le troisième, son coéquipier Reynel Montoya. Viennent ensuite Luis Alberto González (en), Fabio Parra et Fabio Rodríguez (en) à moins de seize secondes du podium du jour (Parra ayant crevé à un moment fatidique). Le septième de l'étape est à près de cinq minutes, le neuvième a presque dix minutes. Jorge León Otálvaro (en) perd  12 min 45 s sur son coéquipier, Álvaro Mejía, plus de vingt minutes. Oliverio Rincón est toujours en tête du classement général avec dix-huit secondes d'avance sur Vargas et 1 min 27 s sur Montoya. Par ailleurs, comme subodoré la veille, les Café de Colombia ne prennent pas le départ de l'étape.
La huitième étape voit un duo, précédemment membre d'une échappée, parvenir à Fusagasugá avec plus de huit minutes d'avance sur le leader Oliverio Rincón. Celio Roncancio (it) remporte l'étape devant Carlos Mario Jaramillo (qui ne peut disputer ses chances en raison d'un problème mécanique). Cependant, grâce à sa fugue, Jaramillo monte sur le podium provisoire de la course, à 1 min 17 s de Rincón. Pas ou peu de changement est à signaler dans le haut du classement général,.
La neuvième étape est un contre-la-montre en ascension, de vingt-trois kilomètres, avec un départ de Fusagasugá pour une arrivée jugée sur l'Alto de San Miguel. La domination exercée sur la course, depuis les premières étapes de montagne, d'Oliverio Rincón s'est de nouveau révélée. Celui-ci conforte sa place en tête du classement général, en remportant l'étape avec plus d'une minute d'avance sur son désormais ultime rival Fabio Parra. En effet, Óscar de Jesús Vargas, seulement à dix-huit secondes du leader le mercredi précédent, a dû abandonner après une vaine tentative de participer au "chrono". Il s'était fait renverser la veille par un chien dans les rues de Fusagasugá. Pour les directeurs sportifs ou les journalistes, la cause est entendue. Les 2 min 55 s d'avance que Rincón a accumulé sur Parra sont dorénavant suffisants pour ne plus craindre le contre-la-montre du dernier jour (jugé plus favorable à Fabio Parra). Les autres protagonistes sont relégués à un second plan, avec un écart qui parait insurmontable.
Demetrio Cuspoca remporte l'étape qui mène de Zipaquirá à Sogamoso. La principale information du jour est l'abandon sur chute de trois coéquipiers de Fabio Parra. En effet, Nelson Rodríguez, Pedro Saúl Morales et Néstor Mora terminent la journée à l’hôpital, après n'avoir pu évité une pierre sur le parcours, à environ cinquante-cinq kilomètres de l'arrivée. Rodríguez, le plus atteint, est relevé avec une fracture de la jambe et des plaies à la tête, l'ayant laissé à demi-inconscient. Les deux principales équipes dominent la compétition mais en payant un lourd tribut à la course. Les Varta - Kelme sont décimés face à leur principale objectif qu'est le Tour de France et les Manzana Postobón ont perdu les deux hommes les plus importants de leur effectif, Mejía et Vargas. Au niveau strictement sportif, la longue traversée des départements de Cundinamarca et de Boyacá permet à des coureurs ne jouant plus le classement général de s'illustrer. Dès le départ de nombreuses tentatives d'échappée se succèdent, toutes contrôlées par le peloton. Dans le final sinueux qui mène de Tibasosa à Sogamoso, José Jaime González (Cafam) et Demetrio Cuspoca trouvent l'ouverture et se disputent la victoire d'étape. Cuspoca, membre de l'équipe amateur des Pony Malta, s'adjuge l'étape.
L'étape du lendemain ressemble beaucoup à la précédente avec, elle aussi, deux cents kilomètres monotones et la volonté des équipes amateurs de profiter de l'apathie des formations professionnelles pour engranger un résultat. Ainsi de nombreuses tentatives de fugues émaillent la journée avant qu'à Gachancipá, à une cinquantaine de kilomètres de l'arrivée, l'échappée décisive se forme. Deux membres de la formation amateure Pinturas Philaac, Jairzinho Rivas et Heriberto Castro prennent le large en traversant la Sabana et conservent plus d'une trentaine de secondes d'avance sur le peloton à l'arrivée à Bogota. Par un accord tacite, la victoire n'est pas disputée entre les deux coéquipiers, Castro s'offrant le bouquet du vainqueur. Ces deux dernières étapes ont souffert de la main-mise d'Oliverio Rincón sur la course depuis sa victoire sur l'Alto de San Miguel, reportant l'intérêt de la compétition sur les classements annexes.
Le Boyacense Fabio Parra remporte l'ultime étape du Tour de Colombie, sous le patronage de Colmena, un contre-la-montre d'une quarantaine de kilomètres dans les rues de Bogota. Bien qu'il ne puisse effacer l'intégralité de ses 2 min 55 s de retard sur son rival Oliverio Rincón, Parra a démontré son niveau et sa condition physique à une dizaine de jours du départ du Tour de France. Parra a commencé le "chrono" avec une écart en sa défaveur au premier intermédiaire (situé au quinzième kilomètre). Il passe en 18 min 1 s contre 17 min 47 s à son adversaire. Au km 24, Il a récupéré une grande partie de son retard puisqu'il n'y a plus que trois secondes entre lui et le coureur de Castalia, qui passe en 26 min 50 s. Au km 30, la tendance s'est inversée. Parra passe en 38 min 1 s et Rincón en 38 min 22 s. La tournure des événements se confirment sur la ligne d'arrivée avec la victoire de Fabio Parra avec trente-huit secondes d'avance sur Oliverio Rincón.

## Classement général
Le classement des dix premiers s'établit comme suit :
| Classement final | Classement final           | Classement final | Classement final   | Classement final   |
|                  | Coureur                    | Pays             | Équipe             | Temps              |
| ---------------- | -------------------------- | ---------------- | ------------------ | ------------------ |
| 1er              | Oliverio Rincón            | Colombie         | Castalia           | en 39 h 34 min 8 s |
| 2e               | Fabio Parra                | Colombie         | Varta-Kelme        | à 2 min 17 s       |
| 3e               | Reynel Montoya             | Colombie         | Manzana Postobón   | à 3 min 10 s       |
| 4e               | Luis Alberto González (en) | Colombie         | Pony Malta         | à 5 min 18 s       |
| 5e               | Fabio Rodríguez (en)       | Colombie         | Pony Malta         | à 6 min 13 s       |
| 6e               | Carlos Mario Jaramillo     | Colombie         | Manzana Postobón   | à 7 min 18 s       |
| 7e               | Augusto Triana (d)         | Colombie         | Cafam              | à 14 min 18 s      |
| 8e               | Dubán Ramírez              | Colombie         | Pony Malta amateur | à 15 min 37 s      |
| 9e               | Celio Roncancio (it)       | Colombie         | Pony Malta         | à 20 min 15 s      |
| 10e              | Héctor Betancur (d)        | Colombie         | Castalia           | à 21 min 38 s      |
| modifier         |                            |                  |                    |                    |

## Bilans
Encore amateur et pour sa première participation à son Tour national, Oliverio Rincón s'impose devant l'expérimenté Fabio Parra, troisième du Tour de France 1988, à 2 min 17 s et devant le triple vainqueur du championnat de Colombie, Reynel Montoya, à 3 min 10 s. Ce dernier s'adjuge également deux étapes et le classement de la régularité. Tandis qu'en outre des classements de meilleur amateur et de meilleur néophyte de la compétition, Rincón adorne son titre de deux victoires d'étape, du trophée du meilleur grimpeur et du classement du combiné. Cités comme des vainqueurs potentiels, Luis Alberto González (en) et Augusto Triana (d)  terminent respectivement quatrième et septième.
Après ses victoires, en cette année 1989, à la Vuelta de la Juventud, le Tour de Colombie des moins de 23 ans, et au Tour de Colombie "senior" (le premier à réussir cette prouesse depuis dix-neuf ans et Rafael Antonio Niño), Oliverio Rincón est l'objet de maintes spéculations quant à son avenir. Il est considéré comme le successeur de Luis Herrera ou le cycliste des années 90. Cependant les circonstances n'ont pu permettre à tous les meilleurs coureurs d'être présents. En raison des exigences du calendrier européen, certains étaient absents (comme Herrera), ou revenaient à peine du Vieux continent (à l'instar d'Álvaro Mejía) ou s'apprêtaient à y aller (à l'image de Fabio Parra). Ainsi un coureur avec un calendrier strictement national comme Oliverio Rincón paraissait avantagé.
Au niveau sportif, Rincón a eu trois adversaires : Fabio Parra, Óscar de Jesús Vargas et Reynel Montoya. Parra a démontré son professionnalisme en disputant honnêtement la compétition, sans pourtant pouvoir se battre à fond, au regard de ses priorités en France. Vargas a été évacué de la course par un incident alors qu'il était à dix-huit secondes de la tête. Il est toutefois difficile d'évaluer comment aurait évolué son classement. Et Montoya, finalement troisième, a démontré d'énormes progrès lui permettant d'être à l'aise sur tous les terrains.
La Vuelta en soi a également suscité des réflexions. Elle parait en récession, ce dont les organisateurs sont conscients. Pour que le Tour de Colombie récupère son importance, il est nécessaire qu’il y ait un changement de dates pour permettre la participation de tous les coureurs colombiens de premier plan. L'absence des Café de Colombia a porté préjudice à la compétition même si ses arguments pour courir en Europe sont compréhensibles. Selon la presse, pour le public, il est important d'assurer la crédibilité de la compétition. Il faut non seulement la participation des meilleurs mais aussi qu'ils soient là pour gagner et non pour faire le nombre comme Bernard Hinault ou Greg LeMond, quelques années auparavant.